# 金吉基蒂莱·恩瓜莱
金吉基蒂莱·博凯罗·恩瓜莱（Kinjikitile "Bokero" Ngwale，—1905年8月4日），坦噶尼喀灵媒，1905年领导马及马及叛乱反抗德国殖民统治。
恩瓜莱是来自南坦噶尼喀的马通比人，1904年自家乡失踪，数日后归来，称自己被蛇神洪戈（Hongo）附体。恩瓜莱声称可以通过蛇神与博凯拉神（Bokera）对话，并呼吁追随者摒弃部落分歧共同反抗德国统治，称此为祖先的指引。他借此掀起马及马及叛乱，并将“圣水”马及（Maji）给予追随者，声称信徒可借此刀枪不入。1905年7月，马通比部族武装进攻当地官邸，恩瓜莱被俘，8月4日因叛国罪被绞死。其部族继续率兵反抗德国，1907年才被彻底镇压。
今日坦桑尼亚人将恩瓜莱视作民族独立运动的先驱。